# Mr.メトロポリス
『Mr.メトロポリス』（ミスター メトロポリス）は、1980年4月21日に発売された八神純子の3作目のオリジナルアルバムである。7枚目のシングル曲「ポーラー・スター」、タイトルチューン「Mr.メトロポリス」を含む全10曲を収録する。

## 解説
八神はこのアルバムを発表した1980年4月から54日間、アメリカのロサンゼルスにホームステイし、その体験をもとに帰国後の同年7月21日にはニューヨークを歌った「パープルタウン 〜You Oughta Know By Now〜」を9枚目のシングルとしてリリースした。しかし、このアルバムのタイトルチューン「Mr.メトロポリス」の歌詞には具体的な地名は登場せず、男性として擬人化された大都市「メトロポリス」がどの都市を指すかは明示されていない。
このアルバムには、北極星を擬人化した「ポーラー・スター」も収録されている。また八神には、地球を男性として擬人化した楽曲「Mr.ブルー 〜私の地球〜」もある。

## 収録曲
Side A
収録時間：21分34秒
1. Mr.メトロポリス (5分57秒)
作詞：山川啓介、作曲：八神純子、編曲：瀬尾一三
2. 小さな頃 (1分37秒)
作詞・作曲：八神純子、編曲：瀬尾一三
3. Deja Vu (4分43秒)
作詞・作曲：八神純子、編曲：瀬尾一三
4. ポーラー・スター (4分8秒)
作詞：八神純子・三浦徳子、作曲：八神純子、編曲：大村雅朗
5. グッバイ美しい日々 (3分18秒)
作詞・作曲：八神純子、編曲：瀬尾一三

Side B
収録時間：23分24秒
1. ワンダフル・シティ (4分41秒)
作詞・作曲：八神純子、編曲：後藤次利
2. 冬 (3分44秒)
作詞：戸次真理子、作曲：木戸やすひろ　編曲：戸塚修
3. サンディエゴ・サンセット  (4分10秒)
作詞・作曲：八神純子、編曲：後藤次利、瀬尾一三
4. シルエット (5分6秒)
作詞：八神純子、作曲・編曲：後藤次利
5. Another Day, Another Me (6分6秒)
作詞：川村ひさし、作曲・編曲：瀬尾一三

## 参加ミュージシャン
- キーボード、ボーカル、パーカッション - 八神純子

- ドラムス - 島村英二、滝本季延、村上秀一
- エレクトリック・ベース - 後藤次利、藤岡敏則
- エレクトリック・ギター - 松原正樹、鈴木茂、矢作秀明
- アコースティック・ギター - 笛吹利明
- キーボード、コーラス - 瀬尾一三、MAKI
- キーボード - 西本明、エルトン永田、田代修二、大村雅朗
- パーカッション - ペッカー、アンディー桧山
- ホーン - ジェイク・Ｈ・コンセプション、数原晋グループ
- トロンボーン - 向井滋春
- ハーモニカ - 八木伸郎
- ストリングス - トマトグループ、加藤ジョーグループ
- コーラス - 麦踏コーラス隊、浜田良美、香川喜章、山川恵津子、井上美哉子、萩野マサ、石塚良一、日朝幸雄

## 制作クレジット
- エグゼクティブ・プロデューサー - 川上源一
- プロデューサー - 日朝幸雄
- エンジニア - 石塚良一
- 写真 - 波多健二
- アルバム・コーディネーター - 萩野マサ
- スタイリスト - Yuko Hayashi
- デザイン - 荒井博文＋Girl
- アート・コーディネーター - Toshinori Goshono

## リリース日一覧
| 地域 | リリース日     | レーベル                   | 規格     | カタログ番号 | 備考                       |
| ---- | -------------- | -------------------------- | -------- | ------------ | -------------------------- |
| 日本 | 1980年4月21日  | ディスコメイトレコード     | 30cmLP   | DSF-5017     | STEREO                     |
| 日本 | 1980年4月21日  | ディスコメイトレコード     | カセット | DCF-1512     | STEREO                     |
| 日本 | 1980年4月21日  | ディスコメイトレコード     | カセット | DMF-3303     | STEREO, METAL TAPE         |
| 日本 | 1984年8月      | ディスコメイトレコード     | 12cmCD   | CDF-7        | STEREO                     |
| 日本 | 1989年12月21日 | NEC Avenue                 | 12cmCD   | N24C-38      | STEREO                     |
| 日本 | 1996年3月21日  | コンチネンタル             | 12cmCD   | TECN-15346   | STEREO                     |
| 日本 | 2003年3月26日  | デジタル・ダウンロード     | 12cmCD   | 75749463     | iTunes Store               |
| 日本 | 2007年11月21日 | ビクターエンタテインメント | 12cmCD   | VICL-62665   | 紙ジャケット               |
| 日本 | 2010年6月16日  | ビクターエンタテインメント | 12cmCD   | VICL-70088   | デジタルリマスター、SHM-CD |